# Rosario de la Frontera
Rosario de la Frontera est une ville argentine située dans la province de Salta et le Département de Rosario de la Frontera. Elle se trouve à 170 km au sud de Salta, la capitale provinciale, sur le río Horcones affluent droit du río Salado del Norte.
La ville est connue touristiquement par ses thermes situés autour de la ville.

## Liens
- Site officiel

- (es) Cet article est partiellement ou en totalité issu de l’article de Wikipédia en espagnol intitulé « Rosario de la Frontera » (voir la liste des auteurs).